# 劉成治
劉成治（？年—1645年），字無功，號廣如，湖廣漢陽府漢陽縣人，明末政治人物。弘光時，官戶部郎中，清軍入南京後，自殺殉國。

## 生平
萬曆四十三年（1615年）乙卯科鄉試第四十四名舉人。崇禎七年（1634年）甲戌科進士，禮部觀政，本年八月授官江西廬陵縣知縣，十三年考察去職。
崇禎十七年（1644年），福王立於南京，劉成治補國子監助教。弘光元年（清順治二年，1645年），官戶部江西司郎中。五月，清軍渡長江。忻城伯趙之龍準備出降，入戶部封庫。劉成治揮拳毆打，之龍逃走。清軍進城，豫王多鐸命百官謁見，成治感歎道：「國家養士三百年，無一忠義以報朝廷邪？」在墻壁題寫：
鐘山之氣，赫赫洋洋。歸於帝側，保此冠裳。
自縊殉國。清乾隆四十一年，追諡節愍。